# Grönländische Fußballmeisterschaft 2009
Die Grönländische Fußballmeisterschaft 2009 war die 47. Spielzeit der Grönländischen Fußballmeisterschaft.
Meister wurde zum ersten Mal G-44 Qeqertarsuaq.

## Teilnehmer
Folgende Mannschaften nahmen an der Meisterschaft teil. Teilnehmer der Endrunde sind fett.
- K'ingmeĸ-45 Upernavik
- Amaroĸ-53 Saattut
- FC Malamuk Uummannaq
- UB-68 Uummannaq
- Disko-76 Qeqertarsuaq
- G-44 Qeqertarsuaq
- I-69 Ilulissat
- N-48 Ilulissat
- Kugsak-45 Qasigiannguit
- A-51 Akunnaaq
- KB-84 Kangaatsiaq
- SAK Sisimiut
- KT-85 Kangaamiut
- Kâgssagssuk Maniitsoq
- B-67 Nuuk
- NÛK
- Pamêĸ-45 Arsuk
- N-85 Narsaq
- K-33 Qaqortoq
- Siuteroĸ Nanortalik
- Eĸaluk-54 Tasiusaq
- Kalak-44 Narsarmijit
- IT-80 Isertoq
- ATA Tasiilaq
- TM-62 Kulusuk
- K-64 Kuummiit
- S-83 Sermiligaaq

## Modus
Erstmals seit mehreren Jahren sind wieder alle Gruppen der Qualifikationsrunde überliefert, auch wenn für einige der Gruppen die Spielpläne und -ergebnisse nicht bekannt sind. Die Mannschaften wurden in fünf Gruppen mit vier bis sieben Teilnehmern eingeteilt und die besten acht qualifizierten sich für die Schlussrunde. Diese wurde wie üblich in zwei Vierergruppen ausgetragen, wonach eine K.-o.-Phase folgte.

## Ergebnisse

### Qualifikationsrunde

#### Nordgrönland
In dieser Gruppe hätten statt Amaroĸ-53 Saattut eigentlich ASP-62 Aappilattoq, Eqaluk-56 Ikerasak und UB-83 Upernavik antreten sollen.
| Pl. | Verein                | Sp. | S | U | N | Tore    | Punkte |
| --- | --------------------- | --- | - | - | - | ------- | ------ |
| 1.  | FC Malamuk Uummannaq  | 3   | 2 | 1 | 0 | 021:100 | 07     |
| 2.  | Amaroĸ-53 Saattut     | 3   | 1 | 2 | 0 | 007:600 | 05     |
| 3.  | UB-68 Uummannaq       | 3   | 1 | 0 | 2 | 005:120 | 03     |
| 4.  | K'ingmeĸ-45 Upernavik | 3   | 0 | 1 | 2 | 003:170 | 01     |

| Datum         |                       | Ergebnis |                      |
| ------------- | --------------------- | -------- | -------------------- |
| 27. Juli 2009 | K'ingmeĸ-45 Upernavik | 1:2      | UB-68 Uummannaq      |
| 27. Juli 2009 | Amaroĸ-53 Saattut     | 1:1      | FC Malamuk Uummannaq |
| 29. Juli 2009 | K'ingmeĸ-45 Upernavik | 2:2      | Amaroĸ-53 Saattut    |
| 29. Juli 2009 | UB-68 Uummannaq       | 0:7      | FC Malamuk Uummannaq |
| 31. Juli 2009 | K'ingmeĸ-45 Upernavik | 00:13    | FC Malamuk Uummannaq |
| 31. Juli 2009 | UB-68 Uummannaq       | 3:4      | Amaroĸ-53 Saattut    |

#### Diskobucht
In dieser Gruppe sind die Spielergebnisse nicht bekannt. G-44 Qeqertarsuaq, N-48 Ilulissat und KB-84 Kangaatsiaq qualifizierten sich für die Schlussrunde, während Disko-76 Qeqertarsuaq, I-69 Ilulissat, Kugsak-45 Qasigiannguit und A-51 Akunnaaq ausschieden.

#### Mittelgrönland
S-68 Sisimiut zog sich offenbar vor dem Wettbewerb zurück.
| Pl. | Verein                | Sp. | S | U | N | Tore   | Punkte |
| --- | --------------------- | --- | - | - | - | ------ | ------ |
| 1.  | SAK Sisimiut          | 4   | 3 | 1 | 0 | 10:3   | 10     |
| 2.  | NÛK                   | 4   | 3 | 0 | 1 | 6+:5+  | 9      |
| 3.  | B-67 Nuuk             | 4   | 2 | 1 | 1 | 16+:0+ | 7      |
| 4.  | Kâgssagssuk Maniitsoq | 3   | 0 | 0 | 3 | 1:9    | 0      |
| 5.  | KT-85 Kangaamiut      | 3   | 0 | 0 | 3 | 3:19   | 0      |

| Datum         |                  | Ergebnis |                       |
| ------------- | ---------------- | -------- | --------------------- |
| 27. Juli 2009 | NÛK              | 3:1      | KT-85 Kangaamiut      |
| 27. Juli 2009 | B-67 Nuuk        | 0:0      | SAK Sisimiut          |
| 28. Juli 2009 | NÛK              | 2:1      | Kâgssagssuk Maniitsoq |
| 28. Juli 2009 | KT-85 Kangaamiut | 2:3      | SAK Sisimiut          |
| 29. Juli 2009 | SAK Sisimiut     | 4:0      | Kâgssagssuk Maniitsoq |
| 29. Juli 2009 | KT-85 Kangaamiut | 00:13    | B-67 Nuuk             |
| 30. Juli 2009 | B-67 Nuuk        | 3:0      | Kâgssagssuk Maniitsoq |
| 30. Juli 2009 | NÛK              | 1:3      | SAK Sisimiut          |
| 31. Juli 2009 | KT-85 Kangaamiut | 1        | Kâgssagssuk Maniitsoq |
| 31. Juli 2009 | NÛK              | ?:?      | B-67 Nuuk             |

#### Südgrönland
| Pl. | Verein               | Sp. | S | U | N | Tore    | Punkte |
| --- | -------------------- | --- | - | - | - | ------- | ------ |
| 1.  | Eĸaluk-54 Tasiusaq   | 5   | 5 | 0 | 0 | 034:500 | 15     |
| 2.  | K-33 Qaqortoq        | 5   | 4 | 0 | 1 | 052:100 | 12     |
| 3.  | N-85 Narsaq          | 5   | 3 | 0 | 2 | 043:100 | 09     |
| 4.  | Pamêĸ-45 Arsuk       | 5   | 2 | 0 | 3 | 014:270 | 06     |
| 5.  | Kalak-44 Narsarmijit | 5   | 1 | 0 | 4 | 014:270 | 03     |
| 6.  | Siuteroĸ Nanortalik  | 5   | 0 | 0 | 5 | 003:800 | 0      |

| Datum         |                      | Ergebnis |                     |
| ------------- | -------------------- | -------- | ------------------- |
| 15. Juli 2009 | Eĸaluk-54 Tasiusaq   | 1:0      | K-33 Qaqortoq       |
| 15. Juli 2009 | Kalak-44 Narsarmijit | 1:3      | Pamêĸ-45 Arsuk      |
| 15. Juli 2009 | N-85 Narsaq          | 14:10    | Siuteroĸ Nanortalik |
| 16. Juli 2009 | Pamêĸ-45 Arsuk       | 6:1      | Siuteroĸ Nanortalik |
| 16. Juli 2009 | K-33 Qaqortoq        | 3:0      | N-85 Narsaq         |
| 16. Juli 2009 | Kalak-44 Narsarmijit | 2:4      | Eĸaluk-54 Tasiusaq  |
| 18. Juli 2009 | Kalak-44 Narsarmijit | 10:10    | Siuteroĸ Nanortalik |
| 18. Juli 2009 | Eĸaluk-54 Tasiusaq   | 2:1      | N-85 Narsaq         |
| 18. Juli 2009 | K-33 Qaqortoq        | 8:0      | Pamêĸ-45 Arsuk      |
| 19. Juli 2009 | Eĸaluk-54 Tasiusaq   | 6:2      | Pamêĸ-45 Arsuk      |
| 19. Juli 2009 | Kalak-44 Narsarmijit | 1:7      | N-85 Narsaq         |
| 19. Juli 2009 | K-33 Qaqortoq        | 29:00    | Siuteroĸ Nanortalik |
| 20. Juli 2009 | K-33 Qaqortoq        | 12:00    | K-44 Narsamijit     |
| 20. Juli 2009 | Eĸaluk-54 Tasiusaq   | 21:00    | Siuteroĸ Nanortalik |
| 20. Juli 2009 | Pamêĸ-45 Arsuk       | 3:11     | N-85 Narsaq         |

#### Ostgrönland
Es ist lediglich bekannt, dass ATA Tasiilaq sich für die Schlussrunde qualifizierte, während die Mannschaften aus Isertoq, Kulusuk, Kuummiit und Sermiligaaq ausschieden.

### Schlussrunde

#### Vorrunde
Die Spiele fanden in Qeqertarsuaq statt.
Gruppe A
| Pl. | Verein             | Sp. | S | U | N | Tore    | Punkte |
| --- | ------------------ | --- | - | - | - | ------- | ------ |
| 1.  | G-44 Qeqertarsuaq  | 3   | 2 | 1 | 0 | 009:100 | 07     |
| 2.  | Eĸaluk-54 Tasiusaq | 3   | 1 | 1 | 1 | 004:600 | 04     |
| 3.  | N-48 Ilulissat     | 3   | 1 | 1 | 1 | 010:300 | 04     |
| 4.  | ATA Tasiilaq       | 3   | 0 | 1 | 2 | 002:150 | 01     |

| Datum         |                    | Ergebnis |                    |
| ------------- | ------------------ | -------- | ------------------ |
| 10. Aug. 2009 | G-44 Qeqertarsuaq  | 1:1      | N-48 Ilulissat     |
| 10. Aug. 2009 | ATA Tasiilaq       | 2:2      | Eĸaluk-54 Tasiusaq |
| 11. Aug. 2009 | ATA Tasiilaq       | 0:4      | G-44 Qeqertarsuaq  |
| 11. Aug. 2009 | Eĸaluk-54 Tasiusaq | 2:0      | N-48 Ilulissat     |
| 12. Aug. 2009 | ATA Tasiilaq       | 0:9      | N-48 Ilulissat     |
| 12. Aug. 2009 | Eĸaluk-54 Tasiusaq | 0:4      | G-44 Qeqertarsuaq  |

Gruppe B
| Pl. | Verein               | Sp. | S | U | N | Tore    | Punkte |
| --- | -------------------- | --- | - | - | - | ------- | ------ |
| 1.  | FC Malamuk Uummannaq | 3   | 2 | 0 | 1 | 003:200 | 06     |
| 2.  | SAK Sisimiut         | 3   | 1 | 1 | 1 | 005:400 | 04     |
| 3.  | NÛK                  | 3   | 1 | 1 | 1 | 005:500 | 04     |
| 4.  | KB-84 Kangaatsiaq    | 3   | 1 | 0 | 2 | 003:500 | 03     |

| Datum         |                      | Ergebnis |                      |
| ------------- | -------------------- | -------- | -------------------- |
| 10. Aug. 2009 | NÛK                  | 2:1      | FC Malamuk Uummannaq |
| 10. Aug. 2009 | KB-84 Kangaatsiaq    | 1:3      | SAK Sisimiut         |
| 11. Aug. 2009 | NÛK                  | 1:2      | KB-84 Kangaatsiaq    |
| 11. Aug. 2009 | FC Malamuk Uummannaq | 1:0      | SAK Sisimiut         |
| 12. Aug. 2009 | NÛK                  | 2:2      | SAK Sisimiut         |
| 12. Aug. 2009 | FC Malamuk Uummannaq | 1:0      | KB-84 Kangaatsiaq    |

#### Platzierungsspiele
Halbfinale
| Datum           |                      | Ergebnis |                    | Ort          |
| --------------- | -------------------- | -------- | ------------------ | ------------ |
| 14. August 2009 | FC Malamuk Uummannaq | 4:0      | Eĸaluk-54 Tasiusaq | Qeqertarsuaq |
| 14. August 2009 | G-44 Qeqertarsuaq    | 3:2      | SAK Sisimiut       | Qeqertarsuaq |

Spiel um Platz 7
| Datum           |                   | Ergebnis |              | Ort          |
| --------------- | ----------------- | -------- | ------------ | ------------ |
| 14. August 2009 | KB-84 Kangaatsiaq | 6:3      | ATA Tasiilaq | Qeqertarsuaq |

Spiel um Platz 5
| Datum           |                | Ergebnis |     | Ort          |
| --------------- | -------------- | -------- | --- | ------------ |
| 14. August 2009 | N-48 Ilulissat | 1:0      | NÛK | Qeqertarsuaq |

Spiel um Platz 3
| Datum           |                    | Ergebnis        |              | Ort          |
| --------------- | ------------------ | --------------- | ------------ | ------------ |
| 15. August 2009 | Eĸaluk-54 Tasiusaq | 2:1 i. E. (3:3) | SAK Sisimiut | Qeqertarsuaq |

Finale
| Datum           |                   | Ergebnis |                      | Ort          |
| --------------- | ----------------- | -------- | -------------------- | ------------ |
| 15. August 2009 | G-44 Qeqertarsuaq | 3:0      | FC Malamuk Uummannaq | Qeqertarsuaq |